# 瑪麗亞·皮亞橋
瑪麗亞·皮亞橋（葡萄牙語：Ponte Maria Pia）是位於葡萄牙杜羅河上的一座鐵路橋，設計者是巴黎埃菲爾鐵塔的設計者居斯塔夫·艾菲爾，修建於1877年。這座橋自水面處高出60米。隨著這座橋的完成，波爾圖至里斯本的鐵路縮短了12公里。1991年，上游百余米处的圣乔安桥開通，瑪麗亞・皮亞橋宣布退役。